# Psilocerea arabica
Psilocerea arabica är en fjärilsart som beskrevs av Edward P. Wiltshire 1983. Psilocerea arabica ingår i släktet Psilocerea och familjen mätare. Inga underarter finns listade.